# Aéroport d'Orly (metrostation)
Aéroport d'Orly is een station van de metro in Parijs langs lijn 14 in de luchthaven Aéroport de Paris-Orly, op het grondgebied van de gemeente Paray-Vieille-Poste. Het in 2024 geopende station is de zuidelijke terminus van de lijn. 
Het is een dubbelstation dat de eindpunten van de lijnen 14 en 18 huisvest. Het biedt een toegang naar terminals Orly 1-2-3 en een tweede toegang naar Orly 4 - T7 - Cœur d'Orly. Het bevindt zich in de laatste uitbreiding van de voormalige parkeergarage P0, in de directe omgeving van het verbindingsgebouw dat de voormalige Zuid- en West-terminals met elkaar verbindt. 
In het station is een bas-reliëf van de Portugese kunstenaar Vhils, alias Alexandre Farto. Het fresco toont Groot-Parijs en zijn monumenten, evenals gezichten, en is samengesteld uit azulejos. Het station heeft ook illustraties van Edmond Baudoin op de perrons, net onder de naam van het station.
Het station werd gebouwd als onderdeel van het Grand Paris Express-project, onder het projectbeheer van de Société du Grand Paris. De bouw was de verantwoordelijkheid van Aéroports de Paris. Het metrostation is het zuidelijkst gelegen station in het hele grootstedelijk netwerk van Parijs, het eerste dat zich in het departement Essonne bevindt, en het eerste dat zich buiten de buitenwijken bevindt.
Het biedt een aanzienlijke verbetering van het openbaar vervoer naar de luchthaven, dat voornamelijk over de weg wordt verzorgd, en een aanvulling op de Orlyval-lijn en de T7-tramlijn. In de toekomst is ook voorzien dat het metrostation een van de eindpunten wordt van de geplande metrolijn 18.
Saint-Denis Pleyel · 
Mairie de Saint-Ouen · 
Saint-Ouen · 
Porte de Clichy · 
Pont Cardinet · 
Saint-Lazare · 
Madeleine · 
Pyramides · 
Châtelet · 
Gare de Lyon · 
Bercy · 
Cour Saint-Émilion · 
Bibliothèque François Mitterrand · 
Olympiades · 
Maison Blanche · 
Hôpital Bicêtre · 
Villejuif - Gustave Roussy · 
L'Haÿ-les-Roses · 
Chevilly-Larue · 
Thiais - Orly · 
Aéroport d'Orly